# Francesco Auleta
Francesco Auleta detto Cecchino (Sala Consilina, 4 settembre 1938) è un politico italiano.

## Biografia
Terzo di quattro figli, da genitori contadini. Il padre, emigrato in Venezuela, morì all'età di 49 anni.
Si diploma a Salerno e lavora per poco più di un anno presso il comune di Ivrea. Inizia la militanza politica nel Partito Socialista Italiano e nel 1963 è eletto consigliere comunale di Sala Consilina, carica che ricoprirà ininterrottamente fino al 1995.
Nel 1964 lascia il PSI per aderire al nascente Partito Socialista Italiano di Unità Proletaria.
Nello stesso anno conosce Rosa Annunzia che sposerà nel 1968 e con la quale avrà tre figli: Barbara, Oreste e Stefania.
Come supplente, comincia a insegnare matematica nella scuola secondaria di primo grado di vari comuni del Vallo di Diano e del Potentino. Si laurea nel 1966 in economia e commercio presso l'università degli studi Federico II di Napoli.
Ricopre, per un breve periodo di tempo, la carica di responsabile della CGIL del Vallo di Diano e partecipa attivamente al movimento del '68 e alle lotte bracciantili e contadine della zona, anche con l'occupazione di stabilimenti lattiero-caseario e del municipio di Sassano. 
Scioltosi il PSIUP, nel 1974 aderisce al Partito Comunista Italiano. Intanto, comincia a svolgere l'attività di commercialista.
Dal 24 giugno 1977 al 29 marzo del 1979 è sindaco di Sala Consilina, facendone approvare, tra l'altro, il Piano Regolatore Generale, in discussione da decenni, con il voto favorevole di 29 consiglieri comunali su 30.
Lascia poi l'insegnamento della matematica per passare a quello di economia aziendale nelle scuole secondarie di secondo grado.
Nel 1979, con la moglie Rosa, trascorre una vacanza-premio sul lago Balaton in Ungheria, con, tra gli altri, Giorgio Napolitano (futuro Presidente della Repubblica Italiana) e la moglie Clio e il segretario del partito comunista portoghese Alvaro Cunhal. 
Candidato del PCI per l'elezione della Camera dei Deputati nel 1979 e a quella per l'elezione del Consiglio regionale della Campania nel 1980, non è eletto in entrambi i casi.
Viene eletto, invece, nel 1983 alla Camera dei Deputati per il PCI nella circoscrizione Benevento-Avellino-Salerno, col maggior numero di preferenze della lista; viene riconfermato a Montecitorio anche alle elezioni politiche del 1987. 
È componente della Commissione parlamentare per il parere al governo sulle norme delegate relative alla riforma tributaria, della Commissione parlamentare sul fenomeno della mafia, della Commissione speciale per le politiche comunitarie, è segretario della Commissione finanze e tesoro ed è vicepresidente della Commissione parlamentare di vigilanza sull'anagrafe tributaria. 
Durante l'attività parlamentare presenta come primo firmatario, o insieme ad altri, 174 progetti di legge (di cui 41 divenuti legge) e 646 atti di indirizzo e controllo, ed effettua 72 interventi in Aula e un numero indefinito di interventi nelle commissioni..
È, tra l'altro, primo firmatario del testo unificato delle proposte di legge sulle aree protette (approvato dalla Camera dei Deputati il 3 luglio 1991 e contenente anche l'istituzione del parco del Cilento, Vallo di Diano e Alburni e delle aree marine protette di Costa degli Infreschi, Costa di Maratea e Santa Maria di Castellabate), poi divenuto legge quadro sulle aree protette n. 394 del 6 dicembre 1991. 
Nell'autunno del 1987 è ospite, con una ristretta delegazione della Commissione finanze della Camera dei Deputati, dei premi Nobel per l'economia Paul Samuelson e Franco Modigliani presso il M.I.T. (Massachusetts Institute of Technology) di Boston.
Dopo la svolta della Bolognina aderisce al PDS. 
Conclude il proprio mandato parlamentare nel 1992 e non si ricandida più.
Il 16 luglio 1997, è nominato per sette anni dal Ministro delle finanze Vincenzo Visco componente del Se.C.I.T. (Servizio Centrale degli Ispettori Tributari); nomina alla quale rinuncia, dopo 10 mesi, per tornare all'amato insegnamento.
È iscritto al Partito Democratico.